# Lobocleta unigravis
Lobocleta unigravis är en fjärilsart som beskrevs av Louis Beethoven Prout 1920. Lobocleta unigravis ingår i släktet Lobocleta och familjen mätare. Inga underarter finns listade i Catalogue of Life.